# フブスグル湖
座標: 北緯51度06分 東経100度30分 / 北緯51.100度 東経100.500度
フブスグル湖（フブスグルこ、コソゴル湖、フブスグル・ノール、モンゴル語: Хөвсгөл нуур, モンゴル文字: Köbsügül naɣur, 英語: Lake Khövsgöl）、またはフブスグル・ダライ（「フブスグル海」、Хөвсгөл далай）、ダライ・エージ（「海の母」、Далай ээж）は、モンゴル国北西部にある大きな淡水湖。貯水量ではモンゴル最大、面積ではオヴス湖に次いでモンゴル第2位となる。なお、かつて存在したモンゴル海軍の活動域でもあった。

## 地理
フブスグル湖はモンゴル北西部の、ロシア国境に近い東サヤン山脈山麓に位置する。標高は海抜1,645メートルで南北に長い形をしており、長さは136キロメートル、幅は36.5キロメートル、最大水深は262メートルになる。アジアの淡水湖では有数の水量を誇り、モンゴルの淡水の70%、全世界の淡水の0.4%はここにある。湖はフブスグル県の北部にある。南端にはフブスグル湖の交通・通信の中心であるハトガル（Хатгал）の町がある。

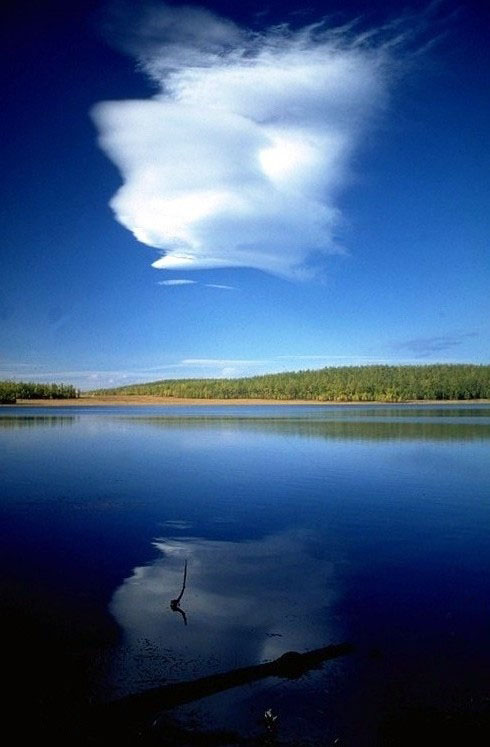
フブスグル湖

フブスグル湖の集水面積は比較的小さく、流れ込む川は大小96本あるが比較的少ないうえに短い。湖から出る川は、南端に発するエギーン川（エグ川、Эгийн гол）で、セレンゲ川に合流してロシア領へ出てバイガル湖へ注いでいる。フブスグル湖は、シベリアカラマツを主とするシベリアのタイガ（針葉樹林帯）の南端をなしている。
フブスグル湖はいくつかの山脈に囲まれている。その中で一番高い山は、サヤン山脈の最高峰であるムンフ・サリダグ山（ムンクサルディク山、Bürenkhaan / Mönkh Saridag / Munku-Sardyk, 標高3,492メートル）で、湖の北にありモンゴル・ロシア国境に位置している。
冬にはフブスグル湖の湖面は完全に凍結する。冬季のトラック運送は、通常の道の代わりに近道となるフブスグル湖の氷上を通っていた。しかし車からの油漏れや、冬季の気温上昇でトラックやジープが氷を割って湖中に転落する事故が相次ぎ、水質汚染が懸念されることを理由に氷上の走行は禁じられるようになった。

## 生態系

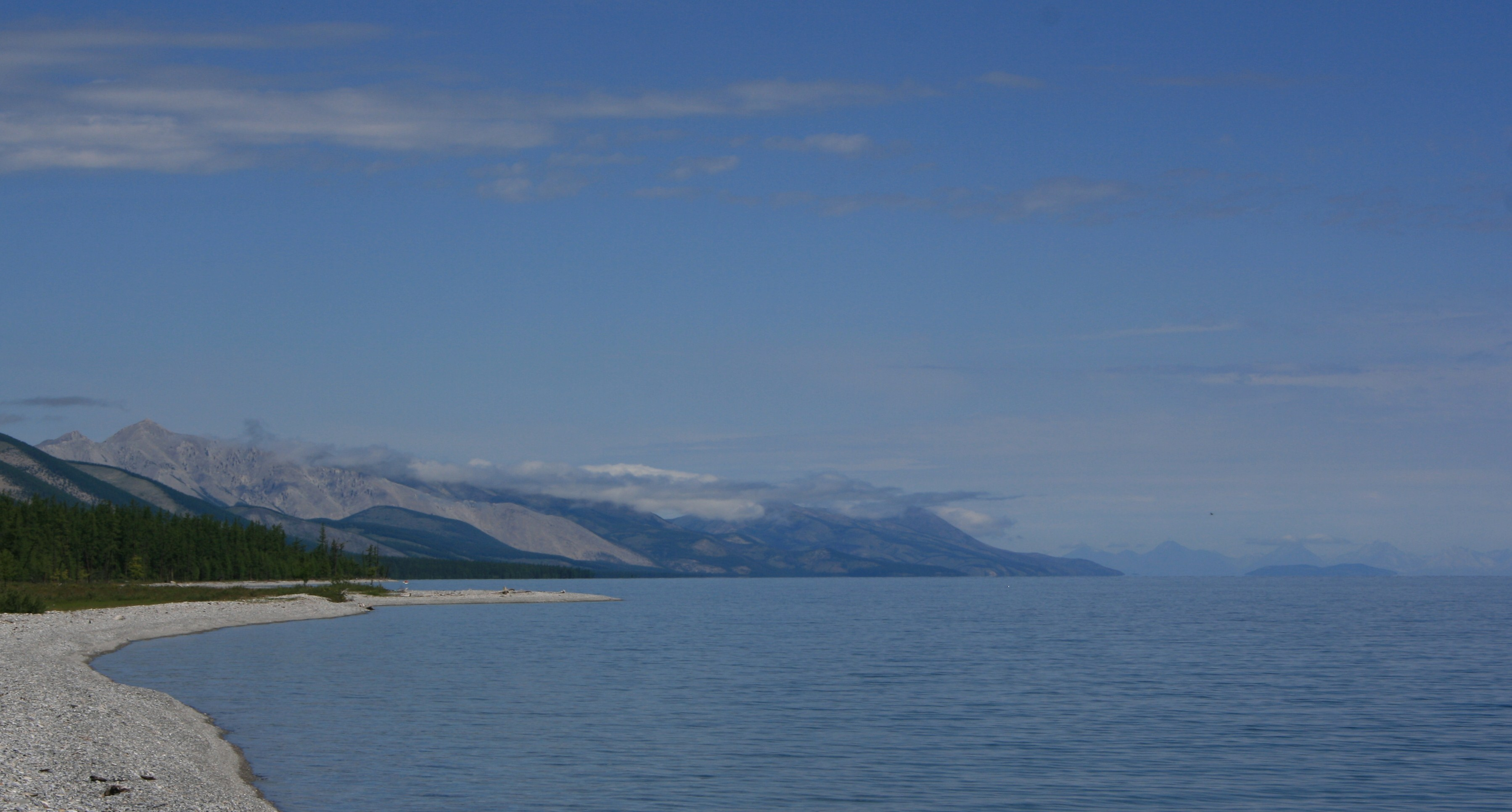
湖の西岸にそびえる山脈

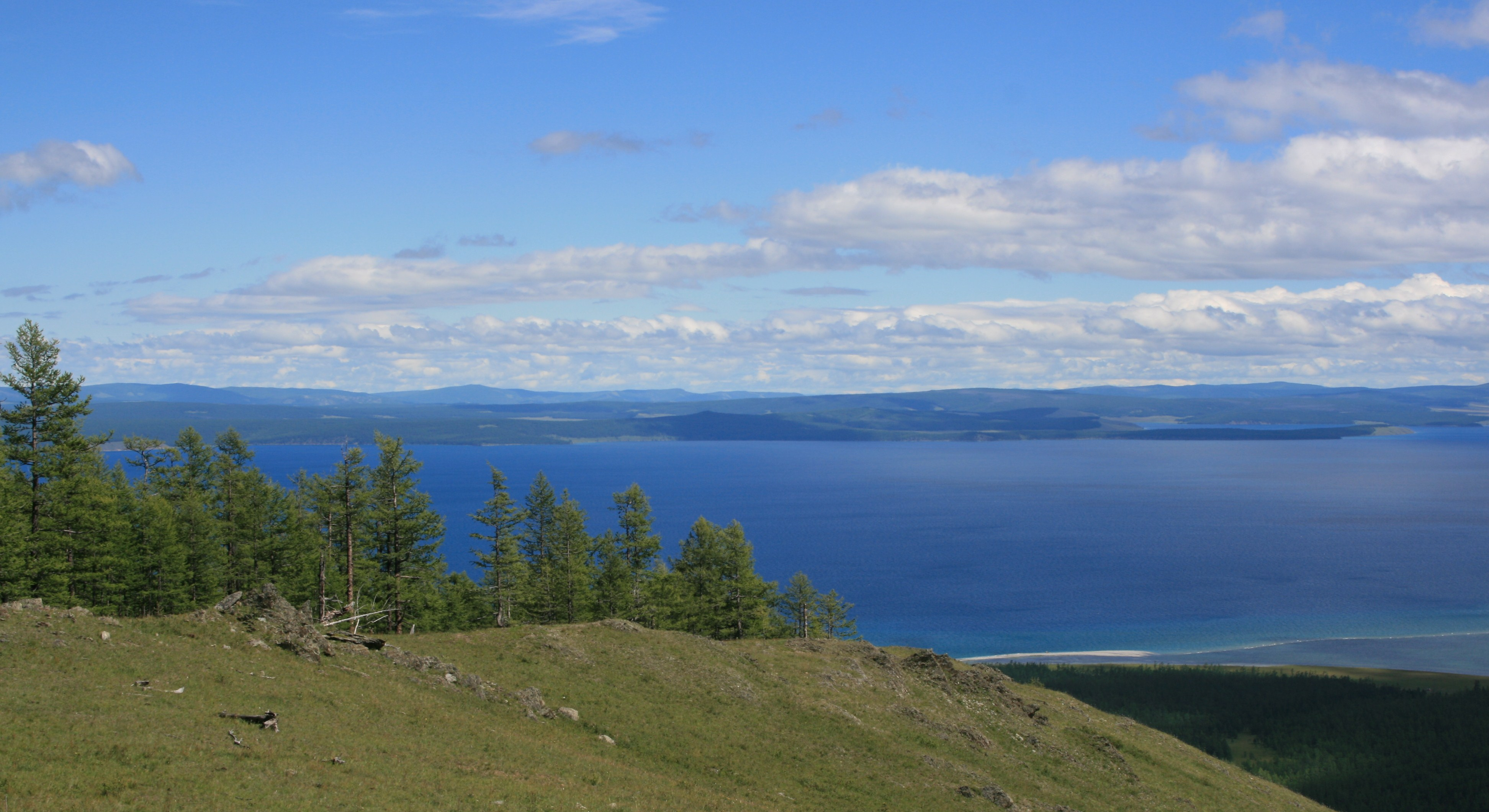
湖東岸の眺め

フブスグル湖は地球上でも数少ない古代湖の一つで、地溝の形成により今から200万年前から500万年前に造られたとみられる。水質はよく、処理なしでそのまま飲用できる、モンゴル国内でも重要な水源である。気候が乾燥しているうえ湖の多くが塩湖という草原地帯にあって、清浄な淡水湖であるフブスグル湖は神聖な湖とされてきた。
フブスグル湖の湖沼型は極貧栄養湖（ultraoligotrophic）でリンや窒素といった栄養塩類濃度が極めて少なく、水の透明度は平均18メートル以上と非常に高い。このためバイカル湖などと比べ魚の種類は少ない。
食用や釣り用の魚には、ヨーロピアンパーチ（Perca fluviatilis）、カワメンタイ（Lota lota）、コクチマス（Brachymystax lenok）などや、カワヒメマス属の固有種フブスグル・グレイリング（Thymallus nigrescens）がいる。フブスグル・グレイリングは産卵期の密漁で絶滅の危機にある。
湖一帯は国立公園に指定され、中央アジアのステップとシベリアのタイガの移行帯として厳重に保護されている。しかし密漁が横行し、刺し網を使った商業漁業の禁止も守られていない。国立公園は野生生物も多く、ユキヒョウ、アイベックス（シベリアアイベックス）、ジャコウジカ（シベリアジャコウジカ）、ヘラジカ、トナカイ、アカシカ、ヒグマ、アルガリ、オオカミ、クズリ、クロテンなどが生息する。しかし過放牧による砂漠化や、永久凍土の溶解による湖面上昇などといった問題も湖周辺では起こっている。
フブスグル長期生態学研究サイト（Hövsgöl (Khövsgöl) Long-term Ecological Research Site, Hövsgöl LTERS）は1997年に設立され、様々な分野にわたる生態学研究がおこなわれている。フブスグルLTERSは国際長期生態学研究ネットワークに属し、モンゴルの生態学的基盤の研究に資する情報を集め、気候変化や、湖周辺の環境が直面している生態学的危機に対する持続可能な対応について研究を行っている。
2022年にユネスコの生物圏保護区に指定された。

## 語源
フブスグルという名は、テュルク諸語で青い水を意味し、ノールはモンゴル語で湖を意味する。
湖のラテン文字表記については、「Khövsgöl」のほかにも、キリル文字やモンゴル文字からの転記方法によって「Hubsugul」や「Khubsugul」など様々なものがある。